# Старосільська ратуша

Ратуша в Старій Солі (малюнок В. І. Шагала зі старої світлини)

Старосі́льська ра́туша — ратуша у містечку (тепер селище міського типу) Стара Сіль Старосамбірського району Львівської області. 
1421 року Стара Сіль отримала Магдебурзьке право і статус міста, тому виникла потреба мати приміщення для міського магістрату. Була зведена скромна одноповерхова ратуша з вежею. Ратуша до наших часів не збереглась. Про її зовнішній вигляд можна судити з малюнку, зробленого зі старої світлини.

## Джерело
- Газета «Прикарпаття» за 14 лютого 1991 р.